# Starobatchaty
 (août 2023).
Starobatchaty (Старобача́ты) est un bourg rural de Russie situé dans l'arrondissement (raïon) de Belovo de l'oblast de Kemerovo, siège administratif du conseil rural de Starobatchaty qui comprend en plus quatre villages,,.

## Géographie
Le village se trouve sur les deux rives de la rivière Bolchoï Batchat. La partie centrale du village est à 204 mètres d'altitude. Il est relié au chemin de fer par la gare de Botchaty.

## Histoire
Le village de Batchaty a été fondé en 1626 par des cosaques russes et des militaires. Il doit son nom à la rivière Bolchoï Batchat qui l'arrose. En 1822, Batchaty fait partie de l'okroug de Kouznetsk du gouvernement de Tomsk devenu en 1860 l'ouïezd de Kouznetsk.
La première mine du Kouzbass est exploitée non loin en 1850. D'après la Liste des localités de peuplement du gouvernement de Tomsk en 1859 le village Batchatskoïe (ou de Batchat) comprenait 123 foyers et 894 habitants (429 hommes et 465 femmes). Le village disposait alors d'une église orthodoxe construite en bois en 1828 et consacrée à saint Nicolas. Elle dépendait du 13e doyenné de l'éparchie de Tomsk et regroupait 1 830 paroissiens et 1 891 paroissiennes du village et des villages environnants. Le village avait aussi une école publique,.
Selon la Liste des localités de peuplement du gouvernement de Tomsk en 1911, le village de Batchat était le siège administratif de la volost de Batchat dépendant de l'ouïezd de Kouznetsk du gouvernement de Tomsk. Il y avait 270 foyers pour 1 595 habitants (806 hommes et 789 femmes). Le village s'étend alors sur les deux rives de la rivière Batchat, dispose de son église Saint-Nicolas et d'une chapelle, du siège administratif de la volost, d'une école de village, d'un dispensaire, d'un bureau de poste et tient un marché du 1er au 8 novembre pour la fête de saint Côme et saint Damien. Il y a aussi une distillerie, trois manufactures, deux entreprises laitières.
Après la Révolution d'Octobre et selon le décret du 15 février 1920, les paysans (au nombre de 300) sont obligés de former un soviet (conseil) rural. L'arrondissement de Batchat est formé le 4 septembre 1924 et regroupe les volosts de Batchat, Salaïr, Karatchoumych, Oursko-Bedarevsk (village de Salaïrka), Karakan (villages de Konovalova et Sidorenkova), Nikolaïevsk (village de Pomortseva), Teleout (sans Ourskaïa), Ouskat (villages de Sergueïevo, Koutanova, Bourdoukova, Ouagraïla). En 1931, le siège administratif de l'arrondissement est transféré au bourg ouvrier de Belovo et l'arrondissement devient l'arrondissement (raïon) de Belovo.
En 1958, Batchaty prend le nom de Starobatchaty, le conseil rural prenant ce même nom. En 1964, le village de Mamontovo est réuni à Starobatchaty. En 2004, il est rayé de la liste des bourgs ouvriers et devient bourg rural. Il fait partie de la municipalité rurale de Starobatchaty à partir du 22 juin 2010.

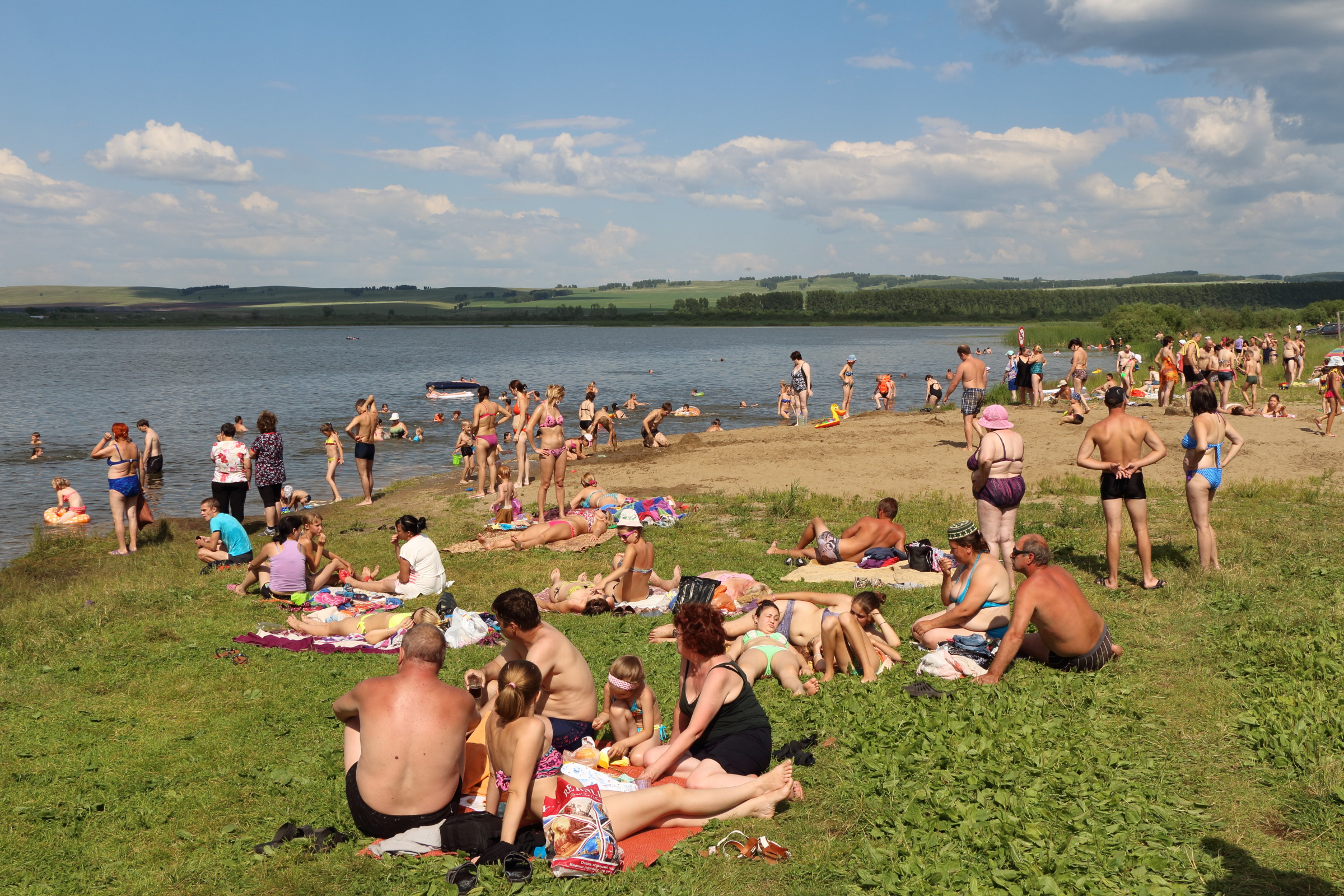
Baignade dans le lac.

## Population
Recensements (*) ou estimations de la population
| 1959  | 1970  | 1979  | 1989* |
| ----- | ----- | ----- | ----- |
| 9 618 | 6 981 | 6 395 | 5 526 |

| 2002* | 2010* | 2021  | - |
| ----- | ----- | ----- | - |
| 4 725 | 4 382 | 3 870 | - |

## Sources
- (ru) Старобачатское сельское поселение Беловского муниципального района Кемеровской области
- (ru) « МБОУ «Старобачатская средняя общеобразовательная школа» » [archive du 10 avril 2014]